# Дрейпер, Генри
Генри Дрейпер (англ. Henry Draper; 7 марта 1837, округ Принс-Эдуард, штат Виргиния — 20 ноября 1882, Нью-Йорк) — американский астроном. По профессии врач.

## Биография
Отец Дрейпера Джон Уильям Дрейпер был профессором Нью-Йоркского университета, специализируясь в химии и биологии, известен тем, что первым сфотографировал Луну через телескоп в 1840 году. Дрейпер окончил медицинский факультет Нью-Йоркского университета в 1857 году, работал врачом в госпитале Белльвью (Bellevue Hospital), в 1859 и 1866 годах становился деканом медицинского факультета Нью-Йоркского университета.
Дрейпер был одним из пионеров использования астрофотографии. В 1872 году получил свою первую фотографию спектра Веги, в 1874 году сфотографировал прохождение Венеры по диску Солнца. 30 сентября 1880 года с помощью 11-дюймового фотографического рефрактора первым сфотографировал объект глубокого космоса — туманность Ориона. За свои достижения получил многие награды, в том числе почётные степени в Нью-Йоркском и Висконсинском университетах, золотую медаль Конгресса, избран членом Национальной академии наук США, Германского астрономического общества, Американского фотографического общества, Американского философского общества, Американской академии гуманитарных и точных наук, Американской ассоциации содействия развитию науки.
После скоропостижной кончины от плеврита его вдова Мэри Анна Дрейпер (1839—1914, урождённая Палмер, дочь крупного нью-йоркского бизнесмена Кортленда Палмера) учредила мемориальный фонд Генри Дрейпера (Henry Draper Memorial Fund) в Гарвардской обсерватории, спонсировала создание звёздного каталога Генри Дрейпера, изданного в 1918—1924 годах. С 1886 года Национальной академией наук США присуждается медаль Генри Дрейпера за достижения в астрофизике.
В честь Дрейпера назван один из кратеров на Луне.